# 守山大塚古墳
守山大塚古墳（もりやまおおつかこふん）は、長崎県雲仙市吾妻町本村名にある古墳。形状は前方後円墳。史跡指定はされていない。
長崎県本土部では最大規模の古墳で、4世紀前半（古墳時代前期）頃の築造と推定される。

## 概要
長崎県南東部、島原半島において有明海に面する扇状地に築造された古墳で、島原半島では唯一の前方後円墳である。これまでに墳丘は大きく削平を受けており、現在では墳丘上は墓地利用されている。本格的な調査としては1990年（平成2年）に墳丘測量調査が、2009年度（平成21年度）に周囲発掘調査が実施されている。
墳形は前方後円形で、前方部を東方向に向ける。墳丘長は66メートル（推定復元約80メートル）を測り、長崎県本土部では最大規模になる。墳丘表面では葺石が認められているほか、墳丘周囲には周溝が巡らされている。後円部ではかつて箱式石棺1基が出土したというが、詳らかでない。また、南側にある丸塚古墳（円墳）は本古墳の陪塚とされる。築造時期は古墳時代前期の4世紀前半頃と推定され、長崎県域では最古級の古墳に位置づけられる。

## 遺跡歴
- 1952年（昭和27年）頃、後円部で箱式石棺1基の出土（詳細不明）[1]。
- 1966年（昭和41年）8月、丸塚古墳の試掘調査（島原史学会）[1]。
- 1977年（昭和52年）、守山大塚古墳・丸塚古墳の墳丘測量調査（島原工業高等学校郷土部）[1]。
- 1990年（平成2年）、墳丘測量調査[1][2]。
- 2009年度（平成21年度）、市道工事に伴う周囲発掘調査（雲仙市教育委員会、2010年に報告書刊行）[3]。

## 墳丘
墳丘の規模は次の通り（1990年（平成2年）の墳丘測量調査値）。
- 墳丘長：66メートル - 近年の発掘調査による推定復元値は約80メートル[3]。
- 後円部
  - 直径：45メートル
  - 高さ：7.2メートル
- 前方部
  - 幅：15メートル
  - 高さ：2.5メートル

## 関連文献
（記事執筆に使用していない関連文献）
- 『守山大塚古墳の発掘調査 -県内最古の前方後円墳-（雲仙市発掘調査速報 第2号）』雲仙市教育委員会、2010年。 - リンクは奈良文化財研究所「全国遺跡報告総覧」。

- 『守山大塚古墳 -市道吾妻平木場線改良工事に伴う発掘調査報告-（雲仙市文化財調査報告書 第7集）』雲仙市教育委員会、2010年。 - リンクは奈良文化財研究所「全国遺跡報告総覧」。